# The Hawthorns
Das The Hawthorns ist ein Fußballstadion in der englischen Stadt West Bromwich, Vereinigtes Königreich. Es ist seit 1900 die sechste und aktuelle Heimspielstätte des Fußballclubs West Bromwich Albion. The Hawthorns ist das höchstgelegene Stadion (168 m über dem Meeresspiegel) aller vier Fußball-Profiligen in England. Der offizielle Besucherrekord für The Hawthorns liegt bei 64.815, aufgestellt im Jahr 1937. The Hawthorns hat in seiner Geschichte schon Länderspiele der Englischen Nationalmannschaft sowie zwei FA-Cup-Halbfinalspiele beherbergt.

## Geschichte
Das Stadion wurde 1900 in nur vier Monaten gebaut und fasst heute, wie fast alle englischen Fußballstadien komplett mit Sitzplätzen ausgestattet, 26.688 Zuschauer. Es trägt den Spitznamen The Shrine (deutsch: Der Schrein). Als der Klub nach mehrmaligem Umzug eine dauerhafte Spielstätte suchte, erwarb er ein Gelände außerhalb der Stadt, das als erstes von wild wuchernden Weißdorn befreit werden musste. Daher auch der Name des Stadions: Wer als Auswärtsmannschaft in „The Hawthorns“ gastiert, spielt wortwörtlich im „Weißdorn-Gebüsch“.
Mit dem ersten Spiel am 3. September 1900 gegen Derby County (1:1) wechselte der Verein West Bromwich Albion vom alten Stadion Stoney Lane in das neue The Hawthorns. 1920 wurden die ersten Tribünen um das Spielfeld errichtet, 1949 folgten eine elektrische Drehkreuzanlage an den Eingängen, um die exakte Zuschauerzahl feststellen zu können. 1957 wurden für 18.000 £ Flutlichtmasten installiert und seit 2002 besitzt das Stadion eine Videoleinwand. Im Jahr 2008 bekam die Westtribüne eine Bestuhlung, dies senkte die Stadionkapazität von 28.003 auf 26.272 Sitzplätze.
Der Zuschauerrekord wurde am 6. März 1937 in der FA-Cup-Partie West Bromwich Albion gegen den FC Arsenal erzielt. Die Begegnung der 6. Runde sahen damals 64.815 Stadionbesucher. Die Rekordmarke nach Umwandlung in ein Sitzplatzstadion stammt vom 15. Mai 2005. Es traten im Premier-League-Spiel West Bromwich Albion und der FC Portsmouth vor 27.751 Zuschauern an.

## Tribünen
| Tribüne                                 | Erbaut    |
| --------------------------------------- | --------- |
| Halfords Lane Stand – (West, überdacht) | 1979–1982 |
| Birmingham Road End – (Nord, überdacht) | 1994–1995 |
| Smethwick End – (Süd, überdacht)        | 1994–1995 |
| East Stand – (Ost, überdacht)           | 2001      |

## Galerie
| 0Blick in das Stadion | 0Birmingham Road End              | 0Smethwick End | 0Stadionfassade                    |  |
| The Hawthorns         | Blick auf das Birmingham Road End | Smethwick End  | Stadionfassade an der Halford Lane |  |